# Битка за Авдиивка (2022 – 2024)
Битката за Авдиивка (Авдеевка) започва на 21 февруари 2022 г., по време на руското нападение срещу Украйна през 2022 г. Тази битка не трябва да се бърка със същата битка за града завършила с украинска победа през 2017 година. 
Авдиивка е едно от най-укрепените селища в Украйна и е описвано като „врата“ към близкия окупиран от Русия град Донецк. Продължителният контрол на Украйна над Авдиивка пречи на Русия да използва Донецк и неговите ресурси като комуникационен център и предотвратява руски пробив по тази част на фронта, въпреки тежките боеве.
Авдиивка се превръща в най-горещата точка на войната от 10 октомври 2023 година когато Русия съсредоточава основната си офанзивна мощ именно към превземането на този град. Както и при битката за Бахмут се съобщава за тежки загуби, но и за постепенен напредък на руската армия.
До края на 2023 г. ,поради факта ,че от октомври членовете на Републиканската партия на САЩ блокираха отпускането на военна помощ за Украйна доведе до там ,че украинските войски, защитаващи Авдевка започват да изпитват остър недостиг на боеприпаси ,който само се засилва с времето.
20 януари 2024 руските сили постигат важен пробив в южната част на Авдиивка. Превзет е прословутия укрепен район на ресторант „Царска охота“ (намираш се в северната част на града). След това руските войски успяват да напреднат до 1,2 км по улица „Соборна“. По пътя те също така пробиват до улиците Чернишевсково и Спортивна, като продължават до 1 км по тях и на юг. Руски източници съобщават също, че са превзети местността Скотовата дача и Пясъчната кариера на изток от „Царска охота“, така и от превзетата преди това индустриална зона на югоизток. Украинският военен наблюдател Константин Машовец казва още, че руснаците напредват по улиците Колосова и Лерментова, и от Пясъчната кариера на северозапад. В следствие на което се създават условия за обграждане на украинските сили от страна на руската армия в изсточната част на Авдиивка.
На 17 февруари командващия на украинските сили Олександър Сирски обявява ,че е взето решение украинските войски да се изтеглят от града с цел предотвратяване на обграждане и запазване на човешки животи. 
Територията западно от Авдевка, оставя център на настъпление на руските войски като в периода от 17 до 29 февруари 2024 г. руснаците напредват на 6 км западно от Авдевка като са превзети селата: Ласточкино, Степовое и Северно с което битката приключва. 